# Companyia dels Camins de Ferro de Barcelona a Mataró

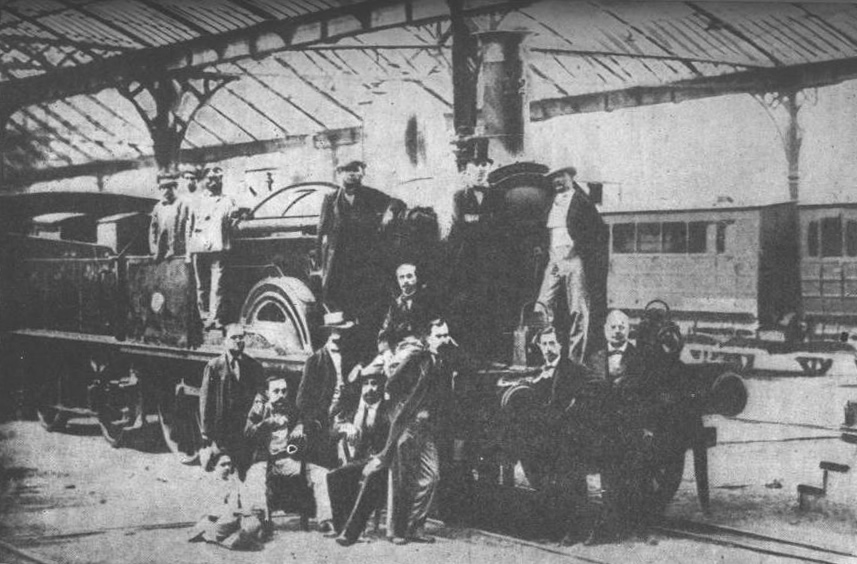
Foto dels impulsors, accionistes i enginyers que feren possible el Ferrocarril de Mataró a l'estació terme de Barcelona

La Companyia dels Camins de Ferro de Barcelona a Mataró fundada el 6 de juny de 1845 construí el primer ferrocarril de la península Ibèrica entre Barcelona i Mataró. El 1860 es fusionà amb la Companyia dels Camins de Ferro de Barcelona a Granollers amb l'objectiu d'arribar a Girona.

## Orígens

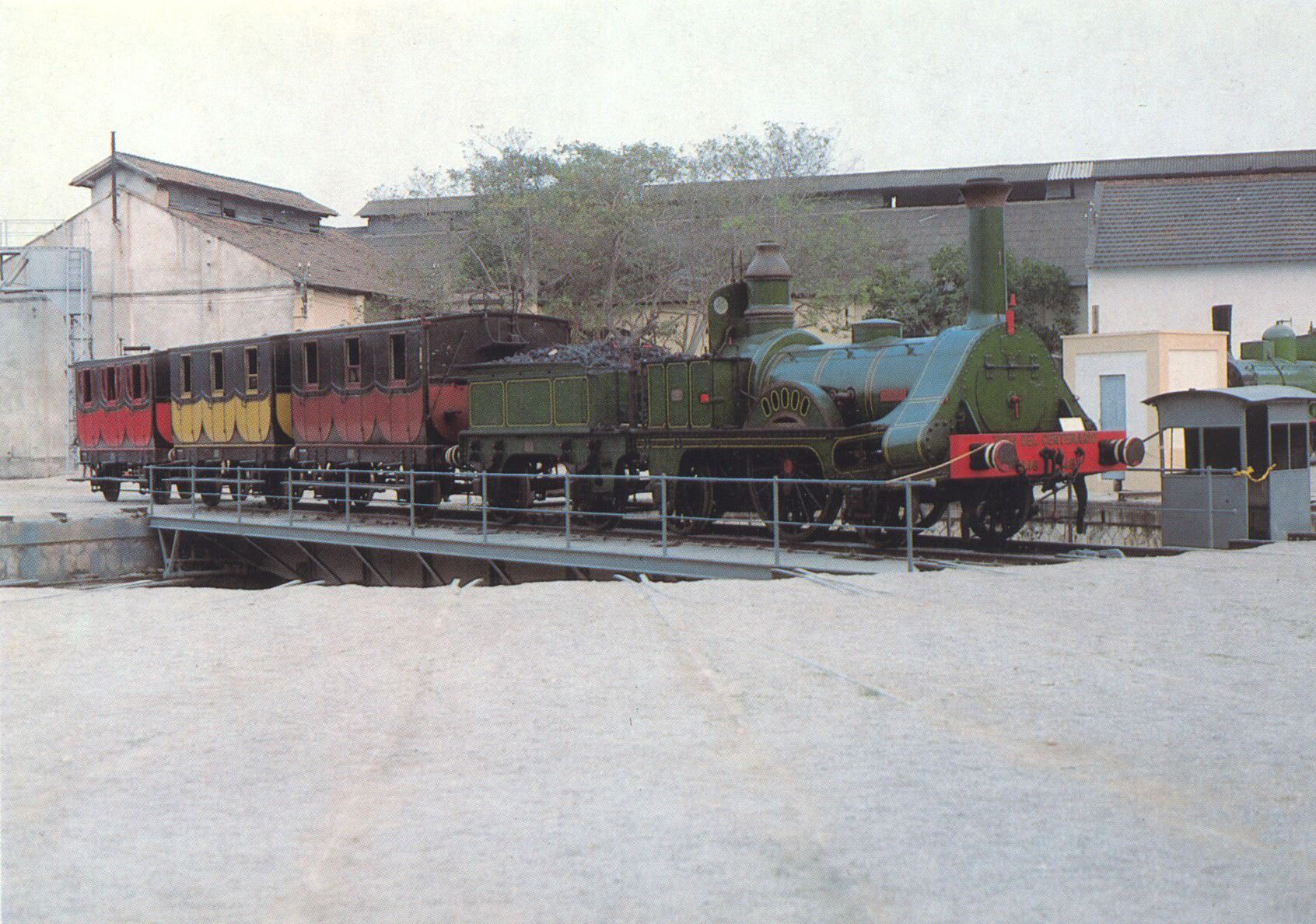
El 1948 per celebrar el centenari del primer ferrocarril peninsular es construí una rèplica de la "la Mataró" la primera locomotora que circulà. Actualment es troba al museu del ferrocarril de Vilanova i la Geltrú

Els orígens del ferrocarril a Catalunya es remunten a la primera meitat del segle xix. El primer ferrocarril a construir-se a Espanya fou entre entre Güines i L'Havana a Cuba el 1837, aleshores colònia espanyola. Allà era on Miquel Biada, un mataroní que havia fet "les Amèriques" amb èxit i fou un dels convidats a la inauguració. Veient els avantatges d'aquest nou mitjà de transport es proposà connectar la seva vila natal (Mataró) amb Barcelona. Quan va tornar a Catalunya el seu projecte no va ser rebut amb gaire interès veient-se obligat a recórrer a l'estranger per obtenir el finançament necessari. A Londres es reuní amb un comerciant amic seu, Josep Maria Roca. Roca li encantà el projecte i usà els seus contactes per trobar el finançament. El 1843 quan ja tenien el projecte encarrilat demanaren la concessió del ferrocarril al govern, la qual els fou concedida el 13 d'agost de 1843.

## Fundació de la companyia
Després que Biada hagués de lluitar molt i superar moltes desconfiances, es constituí la Companyia dels Camins de Ferro de Barcelona a Mataró el dia 6 de juny de 1845 davant notari a Barcelona.

## Inauguració del ferrocarril
Finalment el primer ferrocarril de la península Ibèrica fou inaugurat el 28 d'octubre de 1848 sota una gran expectació. Lamentablement Biada no va poder veure complert el seu somni, ja que morí uns mesos abans.